# Lipina
Lipina (in tedesco Lippein) è un comune della Repubblica Ceca facente parte del distretto di Olomouc, nella regione di Olomouc.